# Damien McGrane
Damien McGrane (Kells, 13 april 1971) is een professioneel golfer uit Ierland.

## Amateur
Op 14-jarige leeftijd kreeg Damien zijn eerste lessen van Joey Purcell op Portmarnock. Hij won in zijn amateurstijd o.a.:
- Kilkenny Scratch Cup (75,70)
- Connaught Youths Championship in Tuam (75,73,70,74)
- Irish Amateur International

## Professional
McGrane werd in 1991 professional en ging les geven op de Wexford Golf Club. Hij won in 1997, 1999 en 2000 de Ierse Order of Merit. In 2001 begon hij te spelen op de Challenge Tour (CT) en sinds 2003 speelt hij op de Europese Tour (ET). Hoewel hij nog maar één overwinning heeft behaald, heeft hij al ruim € 2.000.000 verdiend.
Zijn zusters Erin en Rosin en zijn broer Michael reizen vaak met hem mee. Zijn zoon Ethon en zijn dochter Gemma waren in China getuige van zijn eerste overwinning.

### Gewonnen

#### Nationaal
- 1993: Irish PGA Assistants Championship
- 1994: Irish PGA Assistants Championship
- 1999: Irish PGA Southern Championship, Wynyard Hall (MasterCard Tour)

#### Europese Tour
- 2008: Volvo China Open

#### Aziatische Tour
- 2008: Volvo China Open

## Records
McGranes laagste ronde was een 61 (-10) op de Hacienda Nueva Golf Club in Guatemala. Hij maakte elf birdies en een bogey, er waren dus geen eagles bij.
In Ierland staan drie baanrecords op zijn naam, een 67 in Greenore (, inmiddels verbeterd), een 65 (-7) in Shannon en een 67 (-5) in Wexford.